# Pilgeriella perisporioides
Pilgeriella perisporioides är en svampart som beskrevs av Henn. 1900. Pilgeriella perisporioides ingår i släktet Pilgeriella och familjen Parodiopsidaceae.   Inga underarter finns listade i Catalogue of Life.